# Roman Polanski: A Film Memoir
Roman Polanski: A Film Memoir è un film documentario del 2012, diretto da Laurent Bouzereau e basato sulla vita del regista Roman Polański. Il film è stato presentato al Festival di Cannes 2012 ed è stato proiettato nelle sale cinematografiche italiane il 18 maggio 2012.